# Jim Pillen
James Douglas « Jim » Pillen (né le 31 décembre 1955 à Columbus au Nebraska),, est un homme politique, vétérinaire et éleveur américain qui est depuis 2023 le 41e gouverneur du Nebraska. Membre du Parti républicain, Pillen siège au conseil d'administration de l'Université du Nebraska entre 2013 à 2023.

## Jeunesse et éducation
Pillen nait à Columbus au Nebraska et est le fils de Dale et Dorothy Pillen. Après avoir obtenu son diplôme de la Lakeview Junior-Senior High School en 1974, il obtient un baccalauréat en sciences animales à l'université du Nebraska-Lincoln et un doctorat en médecine vétérinaire du Collège de médecine vétérinaire de l'Université d'État du Kansas.
De 1975 à 1978, Pillen était un defensive back pour l'équipe de football des Cornhuskers du Nebraska sous Tom Osborne (en),. Il est intronisé au Nebraska Football Hall of Fame en 2004.

## Carrière
Pillen est vétérinaire et travaille comme président des Pillen Family Farms. L'entreprise, qui emploie des membres de la famille Pillen, acquiert DNA Genetics en 2003. Pillen travaille également comme président de la chambre de commerce de la région de Columbus et préside le conseil d'administration de l'hôpital communautaire de Columbus. Il siège au conseil d'administration de l'Université du Nebraska (qui régit le système de l'Université du Nebraska) à partir de 2012. Il en est le vice-président en 2018 et le président en 2020.
Pillen est le candidat républicain aux élections au poste de gouverneur du Nebraska en 2022,. Lors de la primaire, il refuse de débattre de ses principaux rivaux,,. Pillen reçoit le support du gouverneur sortant Pete Ricketts et de l'ancienne gouverneure Kay A. Orr,. Dans une primaire où participe plusieurs candidats, Pillen remporte l'investiture avec environ 33,75% des voix, battant Charles Herbster (qui obtient 30,13%), Brett Lindstrom (25,68%) et Theresa Thibodeau (6,05%),. Le colistier de Pillen est l'ancien procureur américain Joseph P. Kelly. Pillen fait alors campagne contre l'avortement et la critical race theory. Durant les élections générales, il refuse de débattre la candidate démocrate Carol Blood.
Pillen est élu gouverneur avec 59,9% des voix contre 36,1% pour Blood et 4% pour le candidat libertarien Scott Zimmerman. Il prend fonction le 5 janvier 2023. Une semaine après avoir prêté serment, il nomme son prédécesseur, Pete Ricketts, au Sénat des États-Unis à la suite de la démission de Ben Sasse pour devenir président de l'université de Floride.

## Gouverneur du Nebraska

Résultats finaux par comté en 2022 :

Le gouverneur sortant, le républicain Pete Ricketts, est incapable de briguer un troisième mandat dû à des limites constitutionnelles. Pillen remporte l'élection au poste de gouverneur par une marge de 23 points.
Les élections primaires du Nebraska ont lieu le 10 mai 2023. Pillen remporte l'investiture républicaine, tandis que la sénatrice d'État Carol Blood remporte l'investiture démocrate.
La course prend une importance accrue en octobre 2022, lorsque le sénateur américain Ben Sasse annonce sa démission et Ricketts déclare qu'il laisserait au vainqueur de l'élection de gouverneur nommer le remplaçant de Sasse. Pillen nommera Ricketts pour remplacer Sasse.

## Vie privée
Pillen et sa femme, Suzanne, ont quatre enfants et sept petits-enfants. Pillen est catholique.